# Thorée-les-Pins
Thorée-les-Pins település Franciaországban, Sarthe megyében. Lakosainak száma 741 fő (2022. január 1.). Thorée-les-Pins Luché-Pringé, La Flèche, Mareil-sur-Loir, Savigné-sous-le-Lude, Baugé-en-Anjou és Le Lude községekkel határos.

## Népesség
A település népessége az elmúlt években az alábbi módon változott:
| Lakosok száma | 725  | 719  | 733  | 724  | 726  | 729  | 735  | 738  | 741  |
|               | 2013 | 2015 | 2016 | 2017 | 2018 | 2019 | 2020 | 2021 | 2022 |